# Bố ơi! Mình đi đâu thế? (chương trình truyền hình Hàn Quốc)
Bố ơi, mình đi đâu thế? (tiếng Hàn: 아빠! 어디가?; tiếng Anh: Dad! Where Are We Going?) là một chương trình thực tế Hàn Quốc xoay quanh chủ đề 5 bố và những đứa con của họ tổ chức những chuyến du lịch ở một nơi xa lạ và cắm trại. Chương trình này phát sóng lần đầu trên MBC vào ngày 6 tháng 1 năm 2013 vào chương trình Sunday Night. Phân vai thành viên ban đầu là người thông báo Kim Sung-joo, diễn viên Lee Jong-hyuk, cầu thủ bóng đá Song Chong-gug, diễn viên Sung Dong-il, và Vibe ca sĩ Yoon Min-soo 

## Phân vai

### Mùa 1
| Bố             | Con                     |
| -------------- | ----------------------- |
| Kim Sung-joo   | Kim Min-gook (con trai) |
| Lee Jong-hyuk  | Lee Jun-soo (con trai)  |
| Song Chong-gug | Song Ji-a (con gái)     |
| Sung Dong-il   | Sung Joon (con trai)    |
| Yoon Min-soo   | Yoon Hoo (con trai)     |

### Mùa 2
| Bố            | Con                                                                            |
| Kim Sung-joo  | Kim Min-yul (con trai)                                                         |
| Sung Dong-il  | Sung Bin (con gái)                                                             |
| Yoon Min-soo  | Yoon Hoo (con trai)                                                            |
| Ahn Jung-hwan | Ahn Ri-hwan (con trai)                                                         |
| Ryu Jin       | Im Chan-hyung (con trai)                                                       |
| Kim Jin-pyo   | Kim Gyu-won (con gái) rời nửa mùa và được thay thế bởi Jung Woong-in (con gái) |
| Jung Woong-in | Jung Se-yoon (con gái)                                                         |

## Phiên bản quốc tế
| Quốc gia/Khu vực | Tên                                                    | Kênh truyền hình | Ngày phát sóng       | Số mùa |
| ---------------- | ------------------------------------------------------ | ---------------- | -------------------- | ------ |
| Hàn Quốc · (Gốc) | Dad! Where Are We Going? Hangul: 아빠! 어디?           | MBC              | 6 tháng 1 năm 2013   | 2      |
| Trung Quốc       | Bố ơi, mình đi đâu thế? Tiếng Hán giản thể: 爸爸去哪儿 | HBS              | 11 tháng 10 năm 2013 | 5      |
| Nga              | Dad! Where Are We Going?                               | TBA              | Cuối năm 2014        | 1      |
| Việt Nam         | Bố ơi! Mình đi đâu thế?                                | VTV              | 1 tháng 11 năm 2014  | 4      |
| Nhật Bản         | Dad! Where Are We Going? Tiếng Nhật: お父さん！どこ？  | TBS              | 05 tháng 11 năm 2015 | 1      |